# NEAT1
NEAT1（英語：的缩写，也称为VINC）是一个长链非编码RNA基因，长约3.2 kb，在多发性内分泌肿瘤中表达。